# Govern de Mato Grosso do Sul
El govern de Mato Grosso do Sul està dirigit pel governador de Mato Grosso do Sul, Brasil, i és elegit per la població local mitjançant sufragi popular i vot secret directe per un mandat de quatre anys. L'actual governador és Reinaldo Azambuja. La seva seu és el governació de Mato Grosso do Sul, que és la seu del govern de Mato Grosso do Sul des de 1983. El governador no té residència i viu a casa seva. Igual que la República, Mato Grosso do Sul es regeix per tres poders, l'executiu està representat pel governador, el legislatiu està representat per l'Assemblea Legislativa de Mato Grosso do Sul i el poder judicial està representat pel tribunal de Mato Grosso do Sul. Jutge de l'Estat de Mato Grosso do Sul.

## Executiu
- Governador: Reinaldo Azambuja
- Vicegovernador: Murilo Zauith

### Secretaries d'estat actuals
| #  | Secretaria                                                               | Secretari (a) d'Estat              |
| -- | ------------------------------------------------------------------------ | ---------------------------------- |
| 1  | Administració i Desburocratització                                       | Roberto Hashioka                   |
| 2  | Controladoria-General de l'Estat                                         | Carlos Eduardo Girão d'Arruda      |
| 3  | Drets Humans, Assistència Social i Treball                               | Elisa Pinheiro Rodrigues Nobre     |
| 4  | Educació                                                                 | Maria Cecília Amêndola de la Motta |
| 5  | Hisenda                                                                  | Felipe Mattos                      |
| 6  | Govern i Gestió Estratègica                                              | Eduardo Riedel                     |
| 7  | Infraestructura                                                          | Murilo Zauith                      |
| 8  | Justícia i Seguretat Pública                                             | Antônio Carlos Videira             |
| 9  | Medi ambient, Desenvolupament Econòmic, Producció i Agricultura Familiar | Jaime Verruck                      |
| —  | Procuradoria-General de l'Estat                                          | Fabíola Marquetti                  |
| 10 | Salut                                                                    | Geraldo Resende                    |